# Уилям Алансън Уайт
Уилям Алансън Уайт (на английски: William Alanson White) е американски невролог и психиатър.

## Биография
Роден е през 1870 година в Бруклин, Ню Йорк. Учи в Университета Корнел от 1885 до 1889 и две години по-късно завършва обучението си в болницата на Колежа Лонг Айлънд. Девет години е лекар-асистент в Щатска болница Бингхамтън и от 1903 е завеждащ Правителствената болница за душевноболни във Вашингтон. В същата година приема поста професор по нервни и душевни болести в Университета Джорджтаун и през 1904 заема подобен пост в Университета „Джордж Вашинтгон“. Междувременно води лекции и в Армейското медицинско училище.
Уайт е президент на Американското общество за психопатология през 1922, на Американската психиатрична асоциация през 1924 – 25 и на Американското психоаналитично общество през 1928 г.
Умира на 7 март 1937 година във Вашингтон на 67-годишна възраст.

## Наследство
На негово име е наречен Института Уилям Алансън Уайт.